# Elektronmikroskop

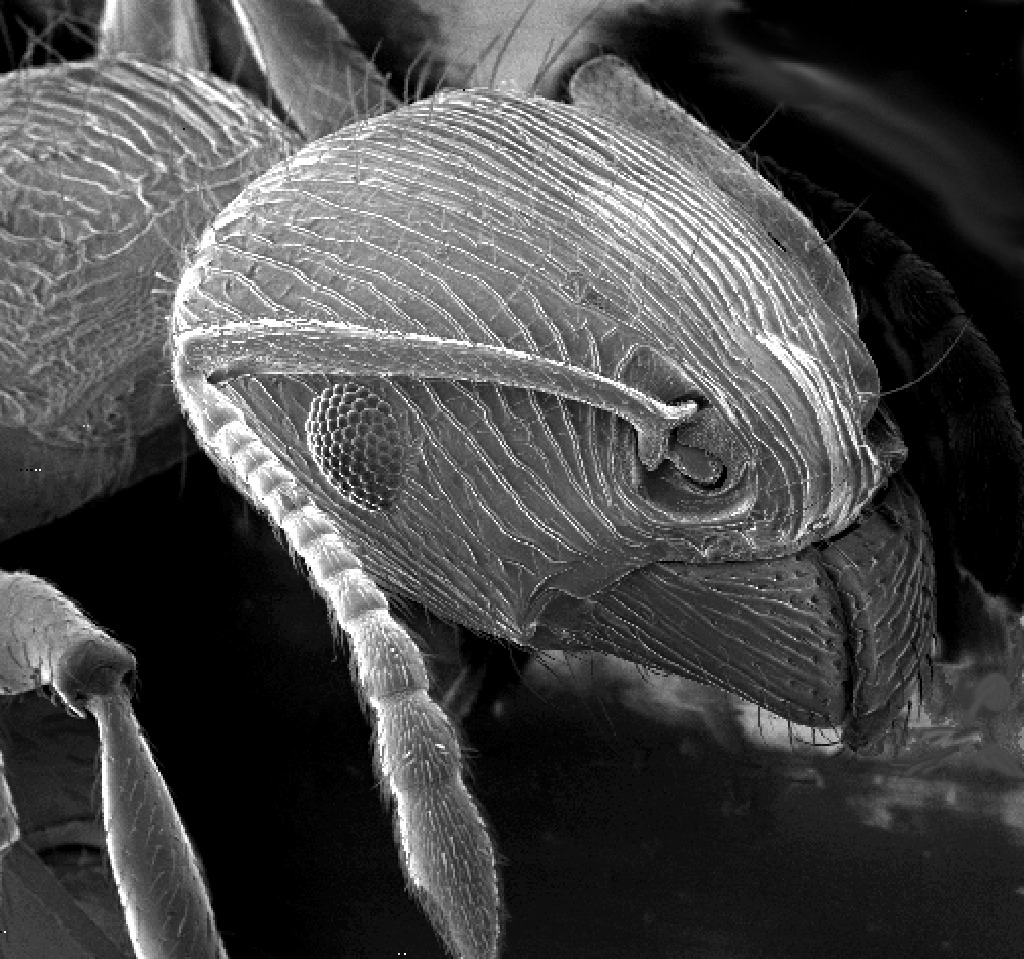
En myra betraktad genom ett svepelektronmikroskop.

Elektronmikroskop är ett samlingsnamn för olika typer av mikroskop där man använder elektroner i stället för elektromagnetisk strålning för att erhålla bilder av mycket små objekt.
Med hjälp av denna teknik kan man komma förbi det synliga ljusets upplösningsgräns, som är omkring en mikrometer, och ner till cirka 100 pikometer (det vill säga 0,1 nanometer eller 1 Ångström), vilket möjliggör upplösning av enskilda atomer. Vanlig upplösning är 30 000 ggr, men 2 000 000 förekommer.
De första typerna konstruerades av Ernst Ruska och Max Knoll, båda från Tyskland, 1931. Då kunde den först prototypen ge bilder på 400 ggr. Reinhold Rudenberg fick det första patentet. Alla arbetade vid det tyska företaget Siemens. 1938 gjorde Eli Franklin Burton och studenterna Cecil Hall, James Hillier, och Albert Prebus, en mer praktisk version.
Tidigare krävdes att det som skulle undersökas fixerades med relativt omständliga procedurer.

## Olika typer av elektronmikroskop

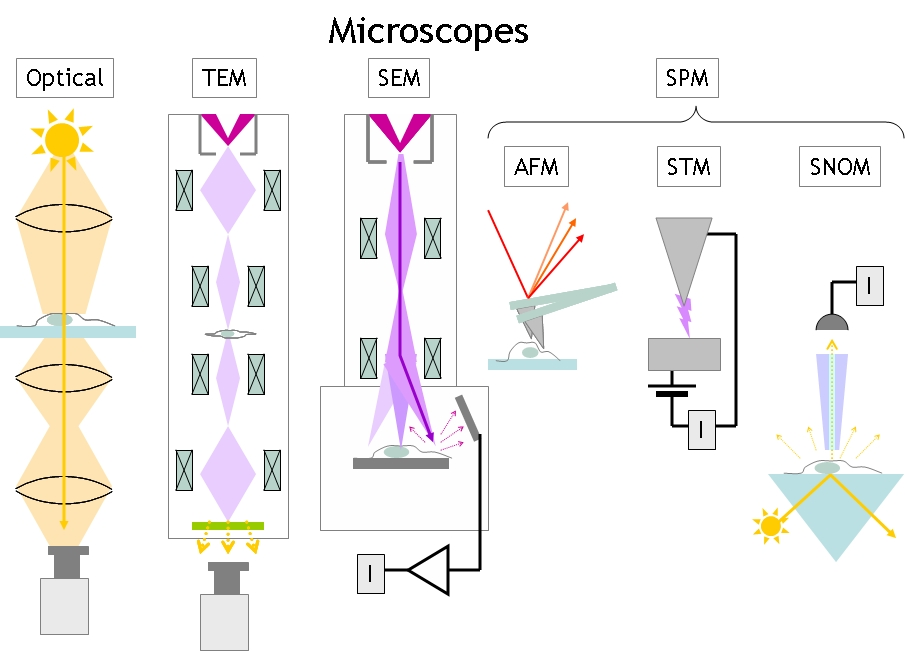
Olika mikroskop

Det finns olika typer av elektronmikroskop som bygger på skilda principer.

### Transmissionselektronmikroskop (TEM)
En elektronkanon accelererar en elektronstråle som fokuseras genom en elektromagnetisk kondensorlins så att en mycket tunn stråle träffar provet som skall undersökas. Detta måste ske i ett lufttomt område för att undvika att elektronerna bromsas upp av luftburna partiklar. För att elektronerna över huvud taget skall kunna transmittera genom provmaterialet krävs det att provet är mycket tunt (ca 20–50 nm beroende på om det är ett biologiskt material eller ej).
Ju större elektrontätheten i materialet är, desto kraftigare kommer elektronstrålen att spridas och fler sekundärelektroner kommer att exciteras från provmaterialet. Även materialets tjocklek spelar roll då ett tjockare material kommer att få strålen av elektroner att spridas fler gånger. Strålen kommer därefter att passera genom ett elektromagnetiskt objektiv, som skapar en bild av materialet på en bildskärm. Innan bildskärmen finns det dessutom en projektionslins som förstorar upp bilden.
Bildskärmen består av en elektrondetektor, i botten av mikroskopet, där en stor andel elektroner kommer att bilda ett ljusare område och en liten andel ett mörkare. Elektroner som genom diffraktion sprids skapar en oskärpa på bilden, vilket gör att man försöker att fånga upp dessa med en bländare innan de träffar detektorn. Man kan även justera mikroskopet så att det visar ett diffraktionsmönster istället för en “skuggbild”. Den första TEM konstruerades av Ernst Ruska.
TEM tillåter att ta upp diffraktionsmönster, och därmed strukturbestämning, av kristaller som är för små att analyseras med röntgenkristallografi. Med elektrondiffraktion kan kristaller ner till 5x5x5 nm strukturbestämmas.

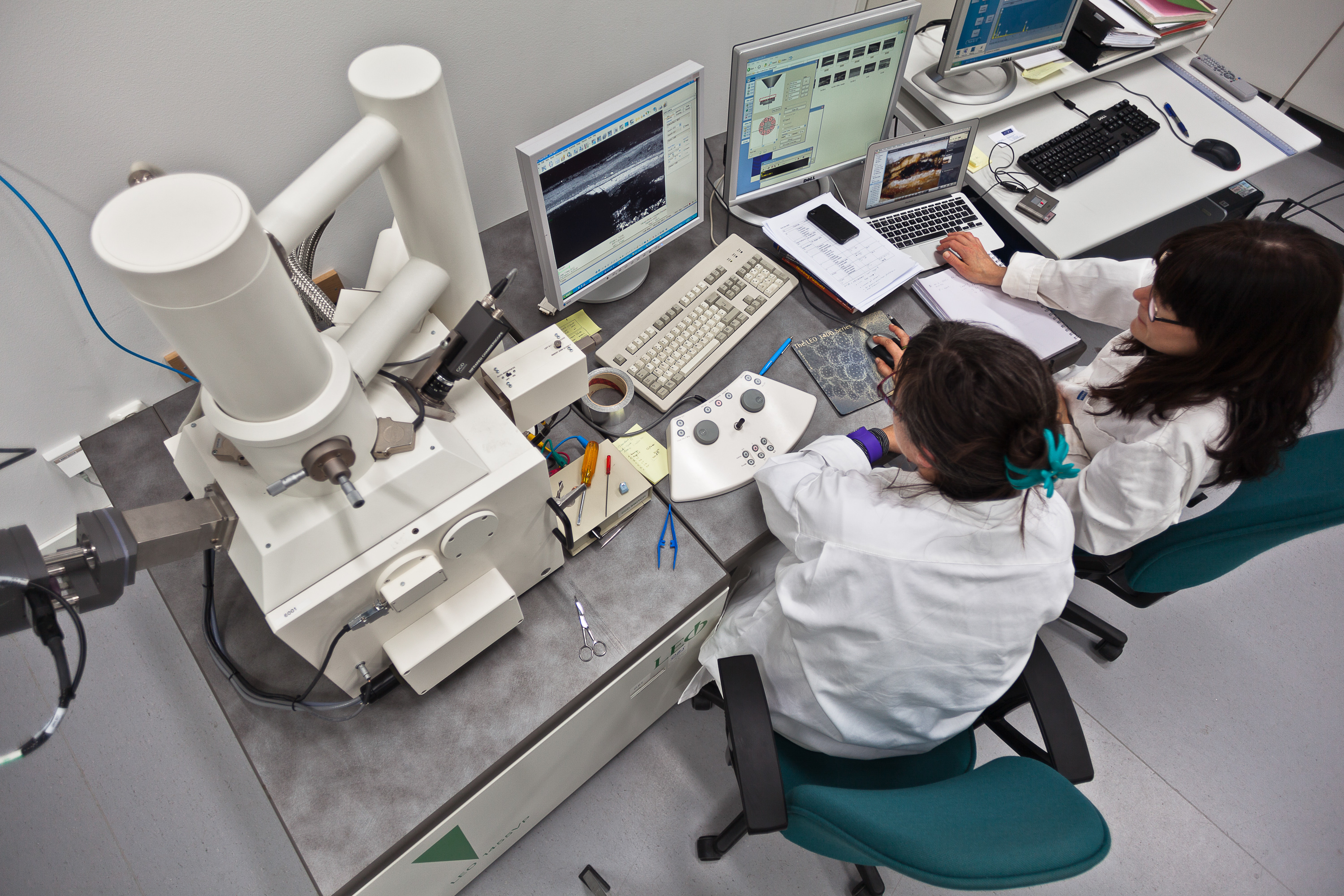
SEM-mikroskopet på Riksantikvarieämbetets laboratorium Foto: Pelle Sten

### Svepelektronmikroskop (SEM)
Mikroskopet är inledningsvis uppbyggt som ett TEM, där magnetiska kondensorlinser koncentrerar en elektronstråle som utsänds från en elektronkanon. Därefter fokuseras en konisk elektronstråle med en spetsdiameter på ner mot 1 nm, vilket täcker mellan 3 och 10 atomer. Till skillnad från i ett TEM så sveps strålen över provet varpå de primära elektronerna antingen sprids elastiskt eller exciterar sekundära elektroner ifrån provets yta. En detektor mäter sedan strömmen som elektronerna som träffar den ger upphov till.
Detektorn har en pålagd spänning med några hundra volt skillnad från provet, vilket gör att de negativt laddade elektronerna attraheras. Strömmen förstärks och avbildas på en bildskärm där varje bildpunkt motsvarar positionen på provet och kommer att visas som en ljus punkt om många elektroner har detekterats och som en mörk punkt om få elektroner har nått detektorn. Om provet i mätpunkten är lutat mot detektorn kommer sannolikt en större andel elektroner att detekteras till skillnad från om det vetter från detektorn. Detta medför att det som visas på bildskärmen kommer att vara provets topografi och vara av en mycket naturtrogen karaktär.
Ett problem med användning av såväl TEM som SEM är att biologiska prover mycket lätt förstörs eftersom provkammaren måste vara i vakuum. För SEM gäller dessutom att provet måste vara ledande för att en spänningsskillnad mellan provet och detektorn skall kunna upprätthållas. Detta medför att icke-ledande prov behöver prepareras med exempelvis tunna metallskikt för att kunna avbildas, vilket medför att det blir mindre intressant att ha väldigt höga upplösningar.

### Sveptunnelmikroskop (STM)
STM bygger på att man har en probspets, som är mycket skarp (1–2 atomer ytterst på spetsen), som sveps horisontellt över det prov man vill analysera. En svag spänning ligger över provet och spetsen. Det uppstår då en så kallad tunnlingsström mellan spetsen och provet. Provet måste då vara ledande i och med att det är elektrisk ström som mäts. Tunnlingströmmens styrka beror på avståndet mellan provet och spetsen samt elektrontätheten i det material man undersöker. Sveptunnelmikroskopet möjliggör avbildning av enskilda atomer i ett material.
Man kan välja att antingen hålla spetsen fixerad i höjdled eller låta den vara rörlig. När spetsen är fixerad kommer topografiska variationer i provets yta ge upphov till en varierande ström. Denna varierande ström används för att skapa en bild av ytan. Om spetsen är rörlig kan den hålla strömmen konstant genom att röra sig för att kompensera för höjdvariationer i provet; då analyseras istället spetsens rörelse i höjdled för att skapa en bild. STM uppfanns av Gerd Binnig och Heinrich Rohrer 1982 vid IBM i Zürich; uppfinningen gav dem Nobelpriset i fysik 1986.